# Le Partage de midi
Pour la pièce de théâtre originale, voir Partage de midi.
Le Partage de midi est un téléfilm français réalisé par Claude Mouriéras et diffusé en 2011.

## Fiche technique
- Adaptation de Claude Mouriéras d'après la pièce Partage de midi de Paul Claudel
- Durée : 72 minutes
- Pays :  France

## Distribution
- Marina Hands : Ysé
- Éric Ruf : Mesa
- Hervé Pierre : Amalric
- Christian Gonon : De Ciz